# Microrregión de Araraquara
La microrregión de Araraquara es una de las microrregiones del estado brasileño de São Paulo perteneciente a la mesorregión de Araraquara. Su población fue estimada en 2006 por el IBGE en 493.407 habitantes y está dividida en quince municipios. Posee un área total de 6.265,500 km².

## Municipios
- Américo Brasiliense
- Araraquara
- Boa Esperança do Sul
- Borborema
- Dobrada
- Gavião Peixoto
- Ibitinga
- Itápolis
- Matão
- Motuca
- Nova Europa
- Rincão
- Santa Lúcia
- Tabatinga
- Trabiju